# ジョン・ガンサー
ジョン・ガンサー（英語：John Gunther、1901年8月30日 - 1970年5月29日）は、アメリカのジャーナリスト、ノンフィクション・ライター。彼の成功はまず1940年代と1950年代に訪れ、その時の仕事は「内幕もの」で知られる社会政治学的な一連の作品であった。
今日では、「死よ 驕るなかれ」（邦訳は岩波新書）で最もよく知られる。この作品は、十代で脳腫瘍により亡くなった息子ジョニー・ガンサーの回想録である。

## 人生
ガンサーは、イリノイ州・シカゴで育った。シカゴ大学へ進学し、そこで学生新聞の編集者として活動した。
1924年から1936年まで、ガンサーはシカゴ・デイリー・ニューズのロンドン事務所で勤務していた。後にガンサーは回想し「私は一度だけでなく何度も、デイリー・ニューズのオフィスで責任ある立場になった。ロンドン、ベルリン、ウィーン、モスクワ、ローマ、パリ。そしてポーランド、ポーランド、バルカン半島、スカンディナビア諸国も訪れた。私はポルトガルを除く全てのヨーロッパで働いたことになる。私はヨーロッパ全体のとても印象深い景観を1924年から1936年のうちに見た」と。

## 作品
ガンサーが有名になった一連の作品「内幕もの」は、世界の各大陸についての調査であった。それぞれの本で、ガンサーはその本が対象とする地域を徹底的に訪れ、政治、社会、ビジネスの各分野のリーダーにインタビューを行い、市井の人々にも話を聞き、対象地域についての統計を吟味した。彼は何を学び、いかに理解したかについての長い概観を書いた。
「ヨーロッパの内幕」で、ガンサーはこう書いている：「この本は世界中でヒットした。私はこの本がまさに正しいときに世に出たことで幸せなとき、3人の全体主義の独裁者が壇上に出、彼らにひどく興味をもった」と。
「内幕もの」に加え、ガンサーは小説を8作と伝記を3作書いた。特筆すべきものはBright Nemesis、The Troubled Midnight、『回想のルーズベルト』 (1950)、有名な将軍についての自伝『アイゼンハワー ――彼は世界を動かしている』であり、1952年に出版された。その年アイゼンハワーは大統領に当選した。更に、彼は若年者向けの本をいくつか書いた。アレクサンダー大王についての伝記を1953年、Meet Soviet Russia、2冊構成の『ソヴェトの内幕』を1962年に書いた。
しかし、ガンサーの名を最も残した作品は、政治に関わったものではなかった。『死よ 驕るなかれ』は、息子ジョニーが17歳で脳腫瘍で亡くなったときの回想記である。この作品で、父ガンサーは自身と彼の元妻が息子の命を救おうと全力で戦った様子（過激な外科手術から厳しく管理された食事療法まで）を詳細に描いた。沢山の治療法を試したこと、明らかな小康状態と峠の間を行ったり来たりしたこと、3者がそれぞれ病との戦いで疲労困憊する有様等、ガンサーは、自身の息子を特筆すべき若い男と描いている――彼は偶然にも物理の出来においてアインシュタインと一致するぐらい――そして息子の死による悲嘆がガンサーによって語られる。作品はこのことでベストセラーになり、このテレビ映画が1975年にエミー賞にノミネートされた。キャストはジョン・ガンサー役がアーサー・ヒル、彼の妻役はジェーン・アレグザンダー、ジョニー役はロビー・ベンスンだった。この作品は、今日に至るまで多くのアメリカの高校で必読書とされている。
『アメリカの内幕』はブロードウェイ・レヴューで1948年に初演、歌はハワード・ディエツとアーサー・シュワルツが書いた。この劇は様々なキャスト――ベアトリス・リリーやジャック・ヘイリー――によっても演じられ、累計399回にも及んだ。

## "High Road"
1959年9月7日から1960年9月17日まで、ガンサーはABC系列のテレビ番組"John Gunther's High Road"のホストとナレーションをつとめた。これはもともと月曜の夜8時半から放送され、まもなく後に土曜夜8時からに変更になった。この直後に、ディック・クラークのバラエティー番組が続いた。この"High Road"は世界中の様々な国への紀行映像で構成された。いくつかのフィルムは特にこの番組のために制作されたが、それ以外は他のソースから持ってきたものだった。全エピソードに共通していることはガンサーのナレーションだったが、これは実際の内容とは殆ど関係ないか、または全く関係がなかった。

## 評価
ガンサーのルポルタージュは日本でも「内幕もの」を中心に翻訳され、読まれた。本多勝一は「内幕もの」について以下のように好意的に評している：「これらは単に時事的出版物にとどまらず、今なお歴史の証言として生きている立派なルポルタージュ」であると。

## 作品リスト

### ノンフィクション
- (1936) Inside Europe
- (1938 ed) Inside Europe (includes minor updates)
- (1939 ed) Inside Europe (includes minor updates) （大江専一 訳『欧洲の内幕』今日の問題社, 1939）
- (1939) The High Cost of Hitler
- (1939) Inside Asia （大江専一 訳『亜細亜の内幕』今日の問題社, 1939）
- (1940 ed) Inside Europe (includes major additions and changes due to the geopolitical impacts of Hitler and Nazi Germany)
- (1941) Inside Latin America （山崎博 訳『中南米の内幕』大日本出版, 1942）
- (1944) D-Day
- (1947) Inside U.S.A. （読売新聞社欧米部 訳『アメリカの内幕』読売新聞社, 1950／鹿島研究所出版会 訳，鹿島研究所出版会，1965）
- (1949) Death Be Not Proud, memoir（中野好夫・矢川徳光 訳『死よ 驕るなかれ』岩波新書, 1950、改版1974）
- (1949) Behind the Curtain (published in the UK as Behind Europe's Curtain) （木下秀夫 訳『ソ連勢力圏の内幕』時事通信社，1950）
- (1950) Roosevelt in Retrospect: A Profile in History, biography（清水俊二 訳『回想のルーズベルト』六興出版社 上・下，1950。早川書房，1968）
- (1951) The Riddle of MacArthur: Japan, Korea, and the Far East（木下秀夫・安保長春 訳『マッカーサーの謎 ―日本・朝鮮・極東』時事通信社，1951）
- (1952) Eisenhower, the Man and the Symbol, biography（木下秀夫 訳『アイゼンハワー ―彼は世界を動かしている』文藝春秋新社, 1952）
- (1953) Alexander the Great, biography
- (1955) Inside Africa （土屋哲 訳『現代史体系10・11　植民地革命 アフリカの内幕』みすず書房, 1956-57）
- (1956) Days to Remember: America, 1945-1955 (with B. Quint)
- (1958) Inside Russia Today （湯浅義正 訳『ソヴェトの内幕』みすず書房, 全2巻・1958-59、増訂新版 全1巻, 1963）
- (1961) Inside Europe Today （坂西志保 訳『現代ヨーロッパの内幕』新潮社, 1962）
- (1962) Meet Soviet Russia：2 volumes
- (1965) Procession（内山敏 訳『世紀の大行進』集英社，1967／『20世紀リーダーの大行進』集英社文庫[5], 1988）
- (1967) Inside South America（土屋哲・町野武 訳『南アメリカの内幕 I・II』みすず書房，1969-70）
- (1969) Twelve Cities （内山敏 訳『都市の内幕』タイムライフインターナショナル, 1969）
- (1972) John Gunther's Inside Australia and New Zealand (with W. H. Forbis) ISBN 0-241-02180-4

### 小説
- (1926) The Red Pavilion
- (1927) Peter Lancelot: An Amusement
- (1926) Eden for One: An Amusement
- (1929) The Golden Fleece
- (1932) Bright Nemesis
- (1945) The Troubled Midnight
- (1964) The Lost City
- (1970) The Indian Sign (published in the UK as Quatrain)